# اندیس آنومالی شمال سیمکان
آنومالی شمال سیمکان یک اندیس فلزی است که در حوالی شهر سعادت آباد استان فارس قرار دارد و مادهٔ معدنی موجود در آن، طلا است. سنگ میزبان این اندیس سنگ آهک آواری، کنگلومرای برشی، ماسه‌سنگ است